# 441
Cette page concerne l'année 441  du calendrier julien. Pour l'année 441 av. J.-C., voir 441 av. J.-C. Pour le nombre 441, voir 441 (nombre).
L'année 441 est une année commune qui commence un mercredi.

## Événements
- Printemps : l’empereur d’Orient Théodose II organise une expédition navale contre les Vandales, formée de troupes de la frontière du Danube commandées par Areobindus, Ansilas, Inobindos, Arintheos et Germanus, et transportée par 1100 navires. Quand il l'apprend, Genséric entame des négociations de paix et l’expédition, retardée, n’avance pas plus loin que la Sicile, tandis que les Perses et les Huns profitent de la diversion pour attaquer l’empire d’Orient en Thrace et en Mésopotamie[1].
- Printemps-début de l’été (?) : début de la guerre commune de Bleda et d’Attila contre l’Empire d’Orient (fin en été 442)[2]. Bleda occupe Sirmium et emmène ses habitants en captivité, puis marche vers le nord. La Pannonie Seconde passe sous domination hunnique. Attila, qui a entamé des pourparlers avec Senator, le représentant de l’Empire d’Orient, pour négocier sa non-intervention, finit par rallier son frère Bleda. Il traverse le bas Danube, prend Ratiaria (Arčar) et rejoint les troupes de Bleda pour assiéger et prendre Naissus (Niš), Serdica (Sofia), puis en Thrace Philippopolis (Plovdiv) et Arcadiopolis. En l’absence de l’armée impériale, leur attaque n’est repoussée qu’à Hadrianopolis (Edirne) et Heracleia (Ereğli), alors qu’ils menacent Constantinople[3].
- Juin : fin de la guerre en Arménie. Les Perses de Yazdgard II attaquent Theodosiopolis et Satala. Les troupes de l'empereur Théodose II restent sur la défensive et Anatole, magister militum pour l'Orient, obtient un accord de paix rapide[4].
- 8 novembre : concile d’Orange[5].

- Retour d’Aetius en Italie. Les terres désertées du territoire de Valence sont cédées aux Alains de Sambida[6].

- L’évêque de Sirmium réussit à faire passer pendant le siège de la ville les saintes vaisselles de la cathédrale à travers les lignes hunniques avec la complicité de Constantius, secrétaire de Bleda originaire de la Gaule. Celui-ci les emmènent à Rome à l’occasion d’un voyage officiel et les met en gage auprès du banquier Silvanus. Il sera empalé plus tard par Bleda pour trahison. Attila réclamera son « trésor » lors des négociations avec l’Empire d’Occident vers 450[3].
- Le ministre de Bleda d’origine gréco-latine Onégèse (Hunigis) fait construire des thermes près de son palais après la prise de Sirmium[3].
- Les Suèves de Rechila prennent Séville[7].

## Naissances en 441
- Saint Michomer, saint chrétien, disciple de Saint Germain d'Auxerre.

## Décès en 441
- Herméric, roi des Suèves.